# Atari Cyberball Hardware
Atari Cyberball Hardware es una Placa de arcade creada por Atari destinada a los salones arcade.

## Descripción
El Atari Cyberball Hardware fue lanzada por Atari en 1989.
El sistema tenía dos procesadores 68000P8 a 7.15909 MHz y un 6502 a 1.789772 MHz. En cuanto al audio, posee un kit llamado Stand-Alone Audio II, que consiste en un 6502 a 1.790 MHz, manejando un YM-2151 más un OKI 6295. Tiene un chip de audio dedicado, el 68000, manejando un YM-2151 a 3.579545 MHz más un DAC.
En esta placa funcionaron 3 títulos, todos de la saga Cyberball.

## Especificaciones técnicas

### Procesador
- 2x 68000P8 a 7.15909 MHz
- 6502 a 1.789772 MHz

### Audio
Stand-Alone Audio II:
- 6502 a 1.790 MHz
  - YM-2151
  - OKI 6295

Chips de sonido dedicado:
- 68000
  - YM-2151 a 3.579545 MHz
  - DAC

### Video
Resolución 672x240 pixeles

## Lista de videojuegos
- Cyberball
- Cyberball 2072
- Tournament Cyberball 2072